# Museo Edison
El Museo Edison (en inglés: Edison Museum) es un museo de ciencia e historia sobre la vida y los inventos de Thomas Edison, que se encuentra en Beaumont, una localidad de Texas, Estados Unidos en 350 Pine St. en los terrenos del Edison Plaza. El museo cuenta con exposiciones interactivas sobre Edison, sus invenciones e innovaciones, así como artefactos históricos de su vida. Algunos Inventos destacados incluyen la bombilla incandescente, el fonógrafo, y algunas de sus películas tempranas. Hay una biblioteca de referencia sobre Edison.